# Chimedbazaryn Damdinsharav
Chimedbazaryn Damdinsharav (n. 21 martie 1945, Guchin-Us⁠(d), Öwörchangai-Aimag, Mongolia) este un luptător ce a reprezentat Mongolia, medaliat olimpic. A participat la 3 ediții ale Jocurilor Olimpice (1964, 1968, 1972) în care a câștigat o medalie de bronz.